# Daham Najim Bashir
Daham Najim Bashir, ursprungigen David Nyaga, född den 8 november 1979 i Kenya, är en friidrottare som representerar Qatar och tävlar i medeldistanslöpning.
Bashir deltog vid VM 2005 i Helsingfors där han blev tia på 1 500 meter. Samma år vid Bislett Games sprang han 1 mile på 3.47,97 vilket är asiatiskt rekord på distansen.
Under 2006 vann han guld vid Asiatiska spelen på 1 500 meter. Han deltog även vid Olympiska sommarspelen 2008 där han slutade på elfte plats på 1 500 meter på tiden 3.37,68.

## Personliga rekord
- 1 500 meter - 3.31,04